# Konsekvensetik
Konsekvensetik, også kaldt nytteetik, konsekventialisme, teleologisk etik eller utilitarisme, er den form for etik, der vurderer en handling ud fra de konsekvenser, den medfører. En god handling er altså en handling, der medfører gode konsekvenser.
Hvis man skal vælge mellem to eller flere handlinger, skal man vælge den, der resulterer i den størst mulige nytte for alle de mennesker, der berøres af handlingen. Dette nytteprincip blev opstillet af Jeremy Bentham (1748-1832), grundlæggeren af konsekvensetikken.
Den radikale konsekvens af konsekvensetikken er, at en dårlig handling og et dårligt motiv ikke er dårlige, hvis der følger gode konsekvens af dem! Handlinger og motiver vurderes ikke som gode eller dårlige i sig selv, men vurderes efter de konsekvenser, de medfører. For eksempel er en løgn en god handling, hvis den medfører noget godt. Omvendt er det en god handling at dømme en uskyldig, hvis man dermed redder mange menneskeliv.
Konsekvensetikken er blevet kritiseret for, at den strider mod menneskets moralske intuition. Sandhed og retfærdighed er goder i sig selv, og det kan under ingen omstændigheder retfærdiggøres at tale usandt eller at handle uretfærdigt, lyder kritikken. Denne kritik kommer især fra pligtetikken.